# Avshen
Avshen (in armeno Ավշեն?; fino al 1978 Chobanmaz e Chobangerekmaz) è un comune dell'Armenia di 277 abitanti (2001) della provincia di Aragatsotn.